# Somatolophia monotonaria
Somatolophia monotonaria là một loài bướm đêm trong họ Geometridae.